# El-Mellah
El-Mellah (arab. الملاح, Al-Mallāḥ, tłum. żeglarz) – trójmasztowa fregata, żaglowiec szkolny zbudowany w 2017 roku w stoczni Remontowa Shipbuilding w Gdańsku na zamówienie Marynarki Wojennej Algierii.

## Budowa
Żaglowiec został zbudowany przez stocznię Remontowa Shipbuilding w projekcie koordynowanym przez CENZIN (Grupa PGZ) na zamówienie Marynarki Wojennej Algierii. Stępkę położono w lutym 2015 roku, kadłub zwodowano 7 listopada tego roku.
W morze „El-Mellah” wyszedł w lipcu 2017 roku. 21 października tego samego roku w Gdańsku podniesiono na żaglowcu banderę algierską. W dziewiczy rejs wypłynął 17 listopada z Gdańska, 2 grudnia 2017 roku po szesnastodniowej żegludze i wizycie w porcie w La Corunie, żaglowiec dopłynął do portu macierzystego w Algierze. Jednostka będzie służyła kadetom Wyższej Szkoły Marynarki Wojennej w Tamenfoust do celów szkoleniowych i reprezentacyjnych, będzie również uczestniczyła w regatach międzynarodowych. Szkolenie załogi „El-Mellaha” przeprowadzono w Akademii Morskiej w Gdyni.

## Konstrukcja
Trójmasztowy żaglowiec o stalowym kadłubie długości 110 m i szerokości 14,5 m. Najwyższy maszt sięga wysokości 54 m. Powierzchnia ożaglowania 3000 m², prędkość maksymalna 17 węzłów przy wietrze o sile 6 stopni w skali Beauforta.
Autorem koncepcji i projektu technicznego żaglowca jest inż. Zygmunt Choreń, zwany „ojcem żaglowców”.

## Pozostałe informacje
- Wartość kontraktu koordynowanego przez CENZIN to ponad 40 mln EUR, co stanowi największy wartościowo projekt eksportowy polskiej branży zbrojeniowej w 2017 roku[1].
- „El-Mellah” został zwodowany jako tysięczna jednostka w historii gdańskiej stoczni (dawniej Stoczni Północnej).
- Jest to największy zwodowany w Polsce żaglowiec[3].
- Żeglarz jest jednym z najszybszych statków żaglowych na świecie[3].